# Grande moschea di al-Nuri
La Grande Moschea di al-Nuri (in arabo جامع النوري ‎?, Jāmiʿ al-Nūrī) è stata la principale moschea sunnita di Mosul, Iraq, famosa per il suo minareto pendente, il quale ha preso il soprannome di gobbo (الحدباء al-Ḥadbāˈ). La tradizione vuole che la moschea sia stata costruita per la prima volta nel tardo XII secolo, anche se nel corso degli anni subì numerosi rifacimenti. Il 21 giugno 2017 è stata distrutta dalle forze dell'ISIS in fuga dalla città, durante la battaglia di Mosul.

## Storia
Secondo la tradizione fu Norandino a costruire la moschea tra il 1172 e il 1173, poco prima della sua morte. Secondo la cronaca di Ibn al-Athir, non appena Norandino prese il controllo di Mossul, Norandino ordinò al nipote Fakhr al-Din la costruzione della moschea.
Nel 1511 la moschea è stata pesantemente ristrutturata durante l'impero dei Safavidi.

### Minareto

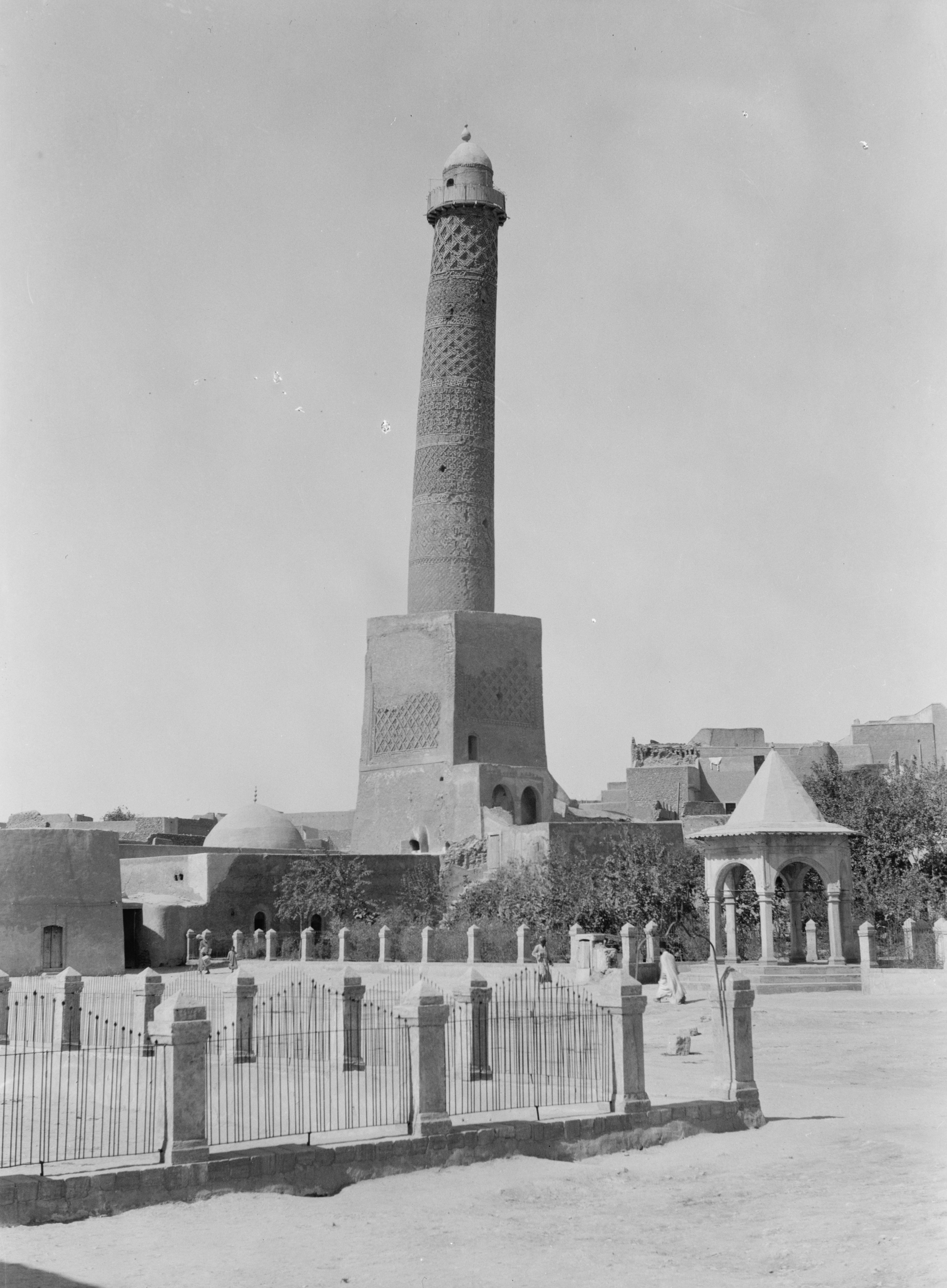
Il minareto e la moschea nel 1932

La moschea era conosciuta soprattutto per il suo minareto pendente, conosciuto come al-Hadba’ (il gobbo). Grattan Geary, un viaggiatore del XIX secolo, così descrisse l'aspetto del minareto:
Quando il minareto cilindrico fu costruito, si alzava per circa 45 m con sette bande di mattoni decorativi con modelli geometrici complessi. Quando nel XIV secolo il famoso geografo Ibn Battuta visitò la città, il minareto era già considerato uno dei maggiori simboli ed aveva già conseguito il suo soprannome.

### Storia moderna
Sia la moschea che la sua madrasa sono state smontate e ricomposte nel 1942 in un programma di restauro intrapreso dal governo iracheno. Il minareto non fu toccato, anche se nel 1981 sono stati fatti tentativi da parte di una ditta italiana per stabilizzarlo. Il bombardamento di Mossul durante la guerra Iran-Iraq negli anni '80 ha danneggiato i tubi sotterranei e ha causato perdite sotto il minareto che lo ha ulteriormente minato. Lo scostamento dalla perpendicolare si è poi aggravato di altri 40 cm.

### Distruzione

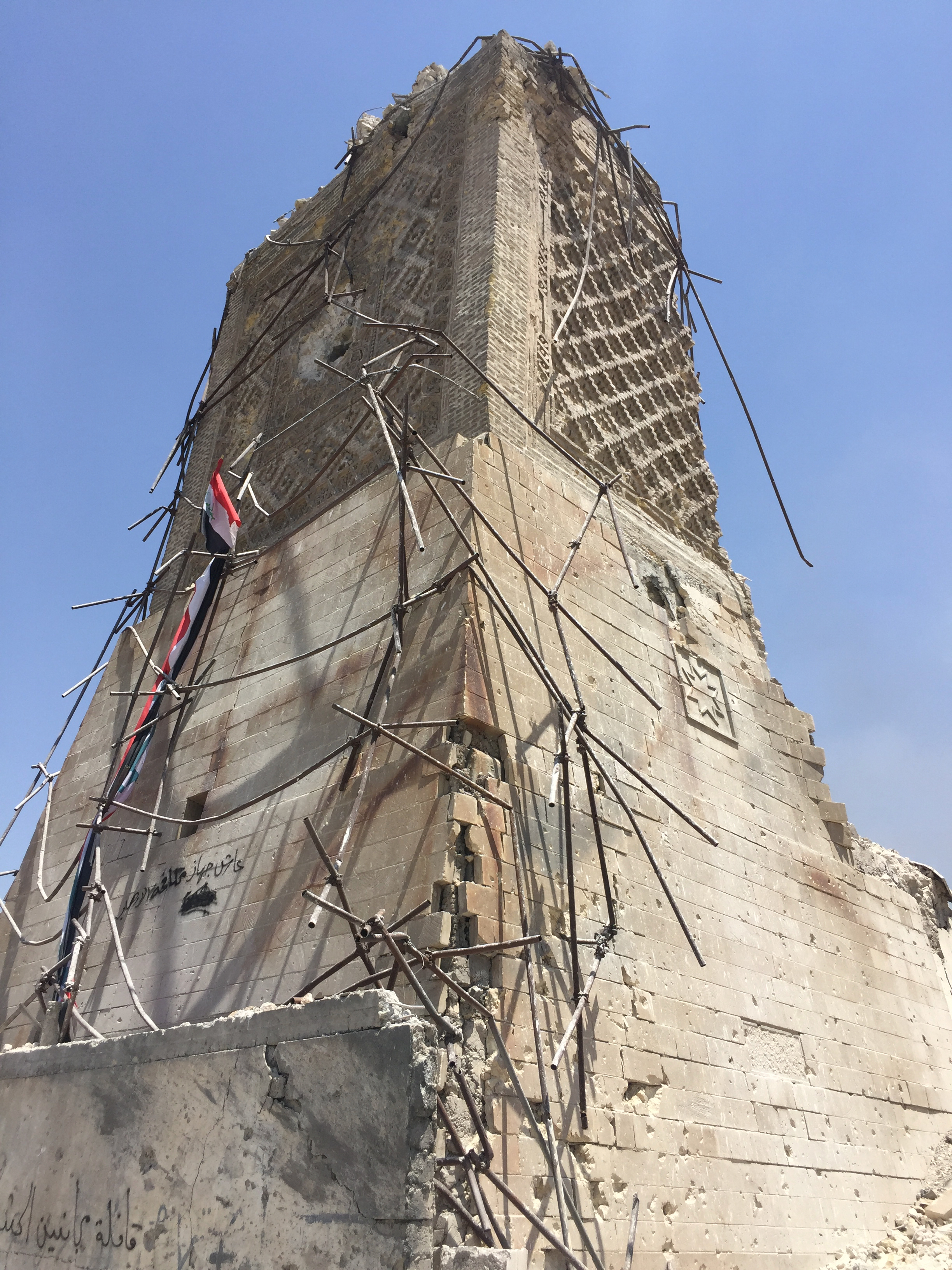
La base del minareto dopo la distruzione

Nel giugno 2017, durante l'avanzata delle truppe irachene nella battaglia di Mossul, il territorio controllato dall'Isis a Mossul era limitato alla zona della Città Vecchia, che comprendeva anche la moschea. Il 21 giugno le forze irachene hanno riferito che la moschea è stata fatta saltare dalle forze dell'ISIS verso le 9:50 e che l'esplosivo era stato piazzato deliberatamente per abbattere la moschea e per non farla cadere integra nelle mani degli avversari.
Il ministro dell'Islam della propaganda dell'ISIS, Amaq, ha affermato che è stato un attacco aereo da parte degli Stati Uniti a distruggere la moschea, ma questa affermazione non è stata dimostrata da alcuna prova, inoltre non vi erano motivi strategici per farlo.